# Nagie miasto
Nagie miasto (ang. Naked City) – amerykański film noir z 1948 roku w reżyserii Julesa Dassina, zrealizowany na podstawie powieści Melvina Walda.
Akcja filmu rozgrywa się w Nowym Jorku. Głównym bohaterem jest doświadczony policjant irlandzkiego pochodzenia – porucznik Daniel Muldoon, który usiłuje wyjaśnić sprawę tajemniczej śmierci atrakcyjnej dziewczyny. Toczące się w pełni upalnego lata śledztwo zmusza go wraz z ekipą współpracowników do odwiedzania zarówno eleganckich, jak i najbiedniejszych nowojorskich dzielnic. W efekcie toczącego się przez 6 dni dochodzenia wpada na trop mordercy.
Na tle podobnych produkcji kryminalnych powstałych w tamtym czasie w USA, Nagie miasto wyróżnia się realistyczną atmosferą wielkomiejskiego krajobrazu – wszystkie sceny nakręcono na ulicach Nowego Jorku w naturalny sposób, bez rozstawiania dodatkowego oświetlenia czy organizowania statystów. Zdjęcia trwały 48 dni, część z nich powstała dzięki zamontowanej na dachu samochodu kamerze, która dokumentowała sceny z nowojorskich ulic. Zdjęciami zajmował się William H. Daniels, który w 1949 roku otrzymał za nie Oscara (kategoria Najlepsze zdjęcia – film czarno-biały).
Krytycy filmowi docenili dokumentalny styl obrazu, mieszczący się w poetyce dokumentu policyjnego, jednakże uznali, iż sama fabuła, w tym kryminalna intryga, jest zbyt banalna. W fabule zwraca uwagę wątek polski w osobie ofiary morderstwa oraz jej pogrążonych w bólu rodziców, ciekawie ukazanych od strony psychologicznej.

## Obsada
- Barry Fitzgerald jako detektyw Dan Muldoon
- Don Taylor jako detektyw Jimmy Halloran, jego podwładny
- Frank Conroy jako kapitan Donahue, szef wydziału
- Howard Duff jako podejrzany Frank Niles
- Dorothy Hart jako jego narzeczona Ruth Morrison
- Ted de Corsia jako Willie Garzah zwany "Willie the Harmonica"
- House Jameson jako doktor  Lawrence Stoneman
- Anne Sargent jako pani Halloran
- Adelaide Klein jako Paula Batory, matka ofiary morderstwa
- Grover Burgess jako pan Batory, ojciec ofiary
- Tom Pedi jako detektyw Perelli
- Enid Markey jako Edgar Hylton
- Walter Burke jako złodziej Pete Backalis
- Virginia Mullen jako Martha Swenson, pomoc domowa
- Mark Hellinger jako narrator